# Talimatau
Talimatau ist ein Ort auf der Insel Upolu in Samoa, ein Vorort der Hauptstadt Apia.

## Geographie
Talimatau liegt zentral im Südwesten der Hauptstadt. Im Umkreis liegen die Siedlungen Vaitele, Vaiusu, Tulaele und Tuanaimotu.

## Kultur
Im Ort gibt es die Kirche Talimatau Methodist Church.
Am Südrand liegt der Komplex des Tuanaimato Sports Complex.

## Klima
Das Klima ist tropisch heiß, wird jedoch von ständig wehenden Winden gemäßigt. Ebenso wie die anderen Orte von Samoa wird Talimatau gelegentlich von Zyklonen heimgesucht.